# Burgrest Studach
Burgrest Studach ist eine abgegangene Höhenburg auf 610 m ü. NN im Ortsteil Hütten der Stadt Schelklingen im Alb-Donau-Kreis in Baden-Württemberg.

## Geographische Lage
Die ehemalige Burg Studach lag wohl auf der Anhöhe über Hütten, welche heute mit der Barockkapelle aus dem Jahre 1717 überbaut ist.
Der Burgenforscher Konrad Albert Koch führte hierzu 1927 aus: „In Hütten stand an der Stelle des Kirchleins ohne Zweifel einstmals eine kleine Burg. Raum für zwei Gebäude war vorhanden, und zwar eins an der Stelle der Kirche und eines vorwärts gegen den Felsen. Das Gebäude zwischen dem Felsen und der Kirche ist abgebrochen. Schwache Mauerreste sind davon noch übrig. Zwischen Kirche und Gottesacker ist noch der Burggraben zu sehen, was am sichersten auf eine ehemalige befestigte Anlage schließen lässt. Ich vermute, dass diese Burg ein Bestandteil von der oberen Burg (Justingen) war. Beispiele von solchen Doppelburgen sind bei uns mehrere nachzuweisen.“

## Geschichte
Über die Burg Studach ist nichts Schriftliches überliefert. Doch gab es Edelleute, genannt von Studach, welche in enger Verbindung zu den Herren von Justingen und deren Besitznachfolgern, den Edelfreien von Stöffeln, standen. So bekräftigten die Brüder Albert und Otto von Studach 1216 die Schenkung der Mühle Studach durch Anselm von Justingen unterhalb seiner Burg Justingen an den Abt von Salem. Und ein C. von Studach erscheint 1259 in einer Helfensteiner Urkunde als Zeuge.
Die Familie Studach war offenbar auch in Altheim (bei Ehingen), Ehingen (Donau) und an anderen Orten (Öllingen, Ulm) begütert: So verkaufte am 25. April 1343 Sifrit Fulhin, genannt von Brichsen, einen Hof zu Öllingen (Ulm) an die Sammlungsfrauen in Ulm. Seine Ehefrau Adelheit Studach erklärte sich einverstanden. 1347 besaß Sifrit auch einen Acker in Ehingen (Donau). Längere Zeit vor 1380 besaß ein NN Studach zwei Bauernhöfe in Altheim (Ehingen) und verkaufte sie vor 1380 an Heinrich von Nenningen. Dieser wiederum verkaufte die Höfe 1380 als freies Eigentum an Lugka Rümelerinan, Bürgerin in Schelklingen. Besonders aufschlussreich ist die Tatsache, dass diese beiden Höfe vor 1380 von Konrad von Stöffeln zu Justingen als Lehen an den NN Studach vergeben worden waren. Dies erweist, dass NN Studach ein Ministeriale der Herren auf Burg Justingen war, und die Edelfreien von Stöffeln (bzw. vorher von Justingen) Besitz in Altheim hatten. Auch Heinrich von Nenningen war Lehensmann des Ritters Konrad von Stöffeln; die beiden Höfe wurden 1380 aus dem Lehensverband gelöst.
Studach scheint der ursprüngliche Name von Hütten gewesen zu sein, abgeleitet von Staudenach (mit Stauden und Gebüsch umsäumter Flusslauf), wie die Schmiech offenbar anfangs in Abgrenzung zur Sondernach genannt wurde.
Wann die Burg Studach abgegangen ist, ist nicht bekannt; das Verschwinden der Edelleute von Studach aus der schriftlichen Überlieferung lässt sich nach dem Obigen auf die Zeit nach 1380 eingrenzen. Vermutlich starb die Familie im Mannesstamm aus. Denn als der Name Hütten 1451 erstmals auftaucht, scheint die Burg jedenfalls nicht mehr vorhanden gewesen zu sein. Hütten bestand 1497 lediglich aus der Mahlmühle, der Badstube, einem Gasthaus, einer Schmiede und wenigen bürgerlichen Anwesen.